# Amane Romeo
Akoua Romeo Amane (Abidjan, 20 febbraio 2003) è un calciatore ivoriano, centrocampista del Rapid Vienna.

## Carriera
Cresciuto nel settore giovanile dell'ASEC Mimosas, dove ha iniziato a giocare solo all'età di 14 anni, il 27 novembre 2021 è stato acquistato dagli svedesi dell'Häcken a partire dal gennaio seguente, firmando un contratto fino al 2025. Il 24 settembre 2022 ha prolungato l'accordo per un'ulteriore stagione con i gialloneri.
Nella stagione 2022 ha collezionato 18 presenze, di cui 6 da titolare, contribuendo alla conquista del primo titolo nazionale nella storia del club. L'anno successivo ha incrementato il proprio minutaggio entrando nell'undici titolare in pianta stabile, rivestendo un ruolo centrale anche nel corso della stagione 2024. Durante le sue tre stagioni con l'Häcken ha anche vinto, oltre al campionato 2022, anche la Coppa di Svezia 2022-2023 e ha partecipato alla fase a gironi della UEFA Europa League 2023-2024. In totale, tra campionato e coppe, ha accumulato 116 presenze ufficiali, con 10 gol e 13 assist.
Il 16 gennaio 2025, prima dell'inizio ufficiale delle competizioni in Svezia, è stato ceduto agli austriaci del Rapid Vienna con cui ha firmato un lungo contratto fino al 2029.

## Statistiche

### Presenze e reti nei club
Statistiche aggiornate al 26 agosto 2023.
| Stagione        | Club            | Campionato      | Campionato | Campionato | Coppe nazionali | Coppe nazionali | Coppe nazionali | Coppe continentali | Coppe continentali | Coppe continentali | Supercoppe | Supercoppe | Supercoppe | Totale | Totale |
| Stagione        | Club            | Comp            | Pres       | Reti       | Comp            | Pres            | Reti            | Comp               | Pres               | Reti               | Comp       | Pres       | Reti       | Pres   | Reti   |
| --------------- | --------------- | --------------- | ---------- | ---------- | --------------- | --------------- | --------------- | ------------------ | ------------------ | ------------------ | ---------- | ---------- | ---------- | ------ | ------ |
| 2022            | Häcken          | A               | 18         | 1          | CS              | 3               | 0               | -                  | -                  | -                  | -          | -          | -          | 12     | 0      |
| 2023            | Häcken          | A               | 15         | 2          | CS              | 6               | 1               | UCL+UEL            | 1+3                | 0                  | -          | -          | -          | 25     | 3      |
| Totale carriera | Totale carriera | Totale carriera | 33         | 3          |                 | 9               | 1               |                    | 4                  | 0                  |            | -          | -          | 46     | 4      |

## Palmarès

### Club

#### Competizioni nazionali
- Campionato svedese: 1

Häcken: 2022
- Coppa di Svezia: 1

Häcken: 2022-2023